# Gosse de riche (film, 1938)
Pour les articles homonymes, voir Gosse de riche.
Pour plus de détails, voir Fiche technique et Distribution.
Gosse de riche est un film français réalisé par Maurice de Canonge et sorti en 1938.

## Synopsis
La fille d'un industriel s'intéresse aux ouvriers et essaye d'améliorer leur sort. Elle évite une grève, et tombe amoureuse d'un ingénieur.

## Fiche technique
- Réalisation : Maurice de Canonge
- Scénario : Charles Burguet
- Producteur : Jacques Schwob d'Héricourt
- Production :  Compagnie Française Cinématographique
- Directeur de la photographie : Georges Million
- Photographe de plateau : Léo Mirkine
- Musique : Fred Pearly
- Société de production : C.F.C. - Compagnie Française Cinématographique
- Pays de production :  France
- Format :  Noir et blanc - 1,37:1 - 35 mm - son mono
- Genre : Comédie
- Durée : 98 minutes
- Date de sortie : 
  - France : 6 octobre 1938